# Vela quadra
La vela quadra era una vela usata nelle navi antiche. 
Si chiama così perché era di forma rettangolare o trapezia e perché operava ad angolo retto rispetto al moto della nave. 
Essa era inferita (cioè legata) a un pennone orizzontale e i suoi spigoli inferiori erano tesati mediante scotte legate sul ponte o al pennone inferiore. Era costruita cucendo fianco a fianco vari teli di canapa (i ferzi), rinforzandola con corde al suo perimetro e teli doppi nei punti di maggiore sforzo.

## Vele utilizzate su imbarcazioni attrezzate a vele quadre

### Gabbia
La gabbia è una vela dell'albero maestro usata sulle navi attrezzate a vele quadre. È inferita al di sopra della coffa ed è la seconda del suo albero partendo dal ponte. I marinai addetti alla manovra delle vele venivano detti gabbieri.

### Civada
Nasce nel III secolo a.C. ed è una vela quadrata sostenuta dal bompresso. Con l'avvento della vela latina cadrà in disuso, ma nel XV ricomparve con la vela quadra insieme con la vela latina.

### Latina
Comincia a essere usata insieme con la vela quadra verso il 1º millennio d.C. È una vela triangolare sorretta da un'antenna attaccata all'albero di mezzana. A partire da allora la vela quadra continuò a essere la più usata nella marina. 

### Altre vele
La vela quadra venne usata in seguito (e ancora adesso), non solo con le vele precedentemente elencate, ma anche con la randa, la controcivada, il fiocco, gli stralli, la controranda, ecc.